# Crepidochetus pallidus
Crepidochetus pallidus är en tvåvingeart som först beskrevs av Steyskal 1947.  Crepidochetus pallidus ingår i släktet Crepidochetus och familjen skridflugor. Inga underarter finns listade i Catalogue of Life.